# سامسونج جالكسي إيه 54 5 جي
سامسونج جالكسي إيه 54 5 جي (بالإنجليزية: Samsung Galaxy A54 5G) هو هاتف ذكي متوسط المدى يعمل بنظام أندرويد تم تطويره وتصنيعه بواسطة شركة إلكترونيات سامسونج كجزء من سلسلة سامسونج جالكسي فئة ايه. تم الإعلان عن هذا الجهاز في 15 مارس 2023 وتم إصداره وأصبح متاحًا في 24 مارس 2023.